# Cidade de São Paulo e antigo Miguel Carlos
Cidade de São Paulo e antigo Miguel Carlos é uma fotografia de Militão Augusto de Azevedo, parte do Álbum Comparativo da Cidade de São Paulo 1862-1887. Retrata São Paulo em 1862. Acompanha o título da fotografia a inscrição: "Vista tirada do Seminário Episcopal".

## Descrição e análise
A obra foi produzida com papel albuminado. Suas medidas são: 21 centímetros de altura e 30 centímetros de largura. Faz parte de Coleção Museu Paulista.
A fotografia retrata uma área de São Paulo que era anteriormente uma chácara, a partir de uma técnica panorâmica. Destaca-se a torre do Seminário Episcopal. O fotógrafo buscou retratar um limite de São Paulo e se tornou um importante registro da fronteira urbano-rural do local.
A imagem compõe uma dupla comparativa com Rua Florêncio de Abreu (Descida do antigo Miguel Carlos). A comparação permite descrever o processo de urbanização de São Paulo.